# Óscar Martínez
Óscar Martínez (Valencia, 9 marzo 1974) è un ex tennista spagnolo.

## Carriera
Ha fatto l'esordio tra i professionisti nel 1992 giocando dei tornei satellite, due anni dopo ha vinto il suo primo Challenger a Ulma. Nella stessa stagione è sceso in campo per la prima volta nel circuito principale: a Casablanca dopo avere superato le qualificazioni riesce ad avanzare fino ai quarti di finale dove si arrende al tennista di casa Younes El Aynaoui, ha fatto meglio ad Atene dove si spinge fino all'incontro per il titolo quando il connazionale Alberto Berasategui ha la meglio in tre set combattuti.
Nel 1995 ha raggiunto i quarti di finale a Città del Messico, sconfitto da Thomas Muster, e a Stoccarda dove elimina nel suo percorso Berasategui, in questa stagione ha ottenuto il migliore ranking in classifica con la 68ª posizione mondiale.

## Statistiche

### Singolare

#### Finali perse (1)
| Numero | Anno | Torneo             | Superficie  | Avversario in finale | Punteggio        |
| 1.     | 1994 | Athens Open, Atene | Terra rossa | Alberto Berasategui  | 6–4, 6(4)–7, 3–6 |